# Seznam velvyslanců Evropské unie v Číně
Velvyslanec Evropské unie v Pekingu je oficiálním zástupcem Evropské komise v Číně. Zároveň je pověřen zastupováním EU v Mongolsku.

## Seznam představitelů
| Pověření do funkce | Velvyslanec             | Poznámky | Předseda Evropské komise                    | Seznam premiérů Čínské lidové republiky | Konec ve funkci |
| ------------------ | ----------------------- | -------- | ------------------------------------------- | --------------------------------------- | --------------- |
| 1988               | Pierre Duchâteau        | [ 1 ]    | Jacques Delors                              | Li Pcheng                               | 1994            |
| 1994               | Endymion Wilkinson      |          | Jacques Delors                              | Li Pcheng                               | 2001            |
| 2001               | Klaus-Dieter Ebermann   |          | Romano Prodi                                | Ču Žung-ťi                              | 2005            |
| 2005               | Serge Abou              |          | José Manuel Barroso                         | Wen Ťia-pao                             | 2010            |
| 2010               | Markus Ederer           |          | José Manuel Barroso                         | Wen Ťia-pao                             | 2014            |
| 2014               | Hans Dietmar Schweisgut |          | José Manuel Barroso                         | Li Kche-čchiang                         | 2018            |
| 2018               | Nicolas Chapuis         |          | Jean-Claude Juncker Ursula von der Leyenová | Li Kche-čchiang                         | 2022            |
| 2022               | Jorge Toledo Albiñana   | [ 2 ]    | Ursula von der Leyenová                     | Li Kche-čchiang                         |                 |